# Achip
Achip est une localité du Cameroun situé dans la région de l'Est et le département du Haut-Nyong. Il fait partie de l'arrondissement (commune) de Lomié.

## Population
En 1964-1965, on dénombrait 223 habitants à Achip, dont 20 pygmées Baka et 203 Dzimou.
Lors du recensement de 2005, Achip I comptait 264 habitants et Achip II en comptait 138. 